# Giglio Espresso
Il Giglio Espresso è stato un traghetto, appartenuto alla Maregiglio dal 1969 al 1987.

## Servizio

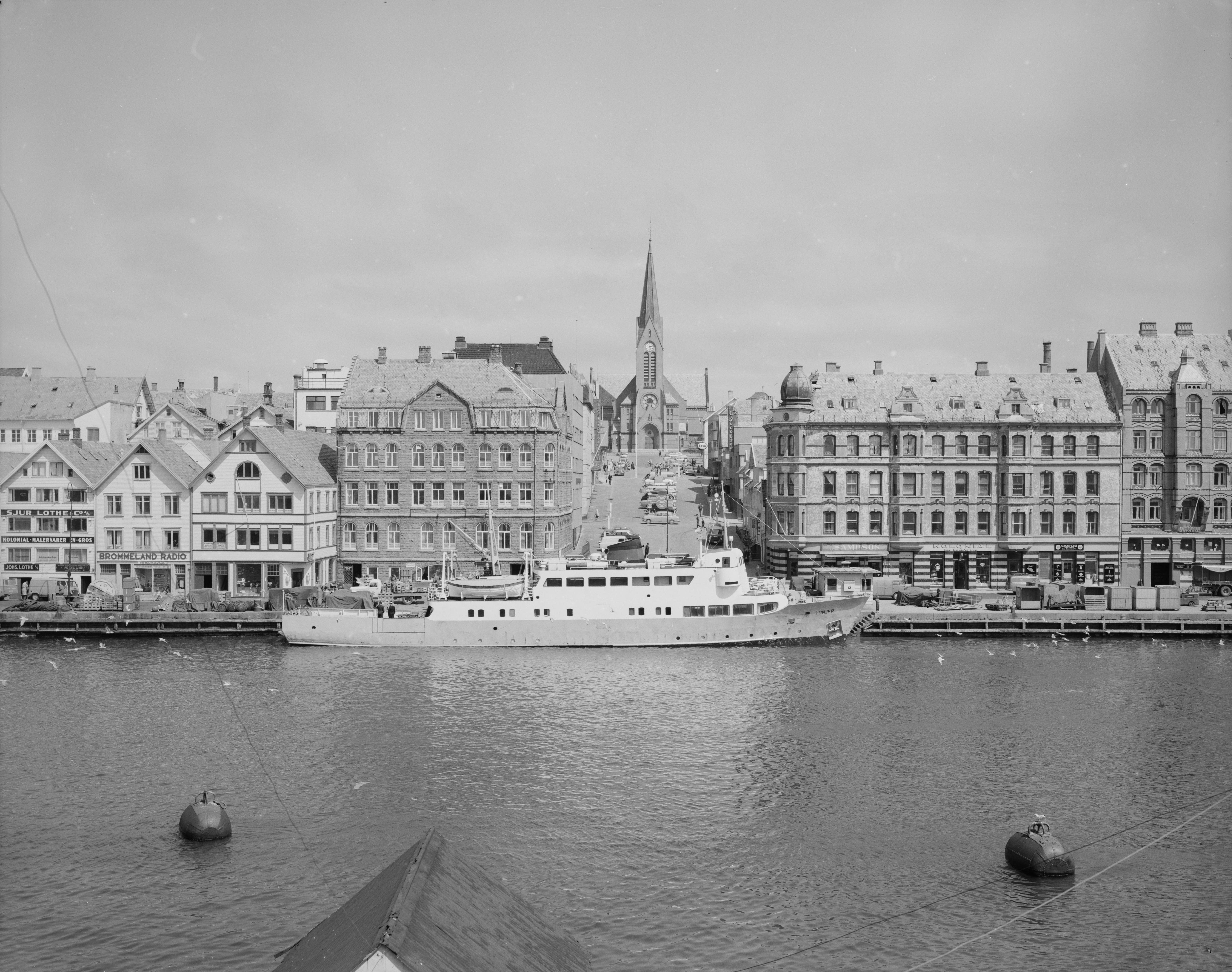
Il Tonjer ormeggiato ad Haugesund nel 1956.

Il Giglio Espresso ormeggiato insieme al Rio Marina a Giglio Porto nel 1979.

La nave fu varata in Norvegia nel 1953 col nome di Tonjer. Entrò in servizio per la società di navigazione Haugesund Dampskibsselskap fino al 1970, collegando i porti di Haugesund, Kopervik, Stavanger e Bergen; fu posta in disarmo tra il 1968 e il 1969. Nel 1970 fu acquistata dalla società di navigazione Maregiglio, che la impiegò sulla tratta Porto Santo Stefano-Isola del Giglio. 
Restò su questa linea dal 1971 fino al 1988, quando fu venduta alla compagnia Uaine Navigazioni S.r.l. di Napoli, che la utilizzò sul collegamento Napoli-Procida. Nel 1971 sulla nave vennero girate alcune sequenze del film Detenuto in attesa di giudizio con Alberto Sordi, diretto da Nanni Loy.
Nel 1976 il Giglio Espresso fu una delle navi coinvolte nella protesta degli abitanti dell'isola del Giglio contro la permanenza forzata sull'isola di Giovanni Ventura e Franco Freda, due criminali imputati per la Strage di Piazza Fontana. 
Il traghetto fu messo in disarmo nel porto di Procida all'inizio degli anni 1990, dove affondò e vi rimase per circa dieci anni. Nel 1999 la nave è stata riportata in galleggiamento e demolita a Napoli.